# Чемпіонат світу з футболу 2010 (кваліфікаційний раунд, УЄФА, група 1)
| М  | Команда    | І  | В | Н | П | МЗ | МП | РМ  | О  |
| -- | ---------- | -- | - | - | - | -- | -- | --- | -- |
| 1. | Данія      | 10 | 6 | 3 | 1 | 16 | 5  | +11 | 21 |
| 2. | Португалія | 10 | 5 | 4 | 1 | 17 | 5  | +12 | 19 |
| 3. | Швеція     | 10 | 5 | 3 | 2 | 13 | 5  | +8  | 18 |
| 4. | Угорщина   | 10 | 5 | 1 | 4 | 10 | 8  | +2  | 16 |
| 5. | Албанія    | 10 | 1 | 4 | 5 | 6  | 13 | −7  | 7  |
| 6. | Мальта     | 10 | 0 | 1 | 9 | 0  | 26 | −26 | 1  |

|            | Албанія | Данія | Угорщина | Мальта | Португалія | Швеція |
| ---------- | ------- | ----- | -------- | ------ | ---------- | ------ |
| Албанія    | —       | 1 : 1 | 0 : 1    | 3 : 0  | 1 : 2      | 0 : 0  |
| Данія      | 3 : 0   | —     | 0 : 1    | 3 : 0  | 1 : 1      | 1 : 0  |
| Угорщина   | 2 : 0   | 0 : 0 | —        | 3 : 0  | 0 : 1      | 1 : 2  |
| Мальта     | 0 : 0   | 0 : 3 | 0 : 1    | —      | 0 : 4      | 0 : 1  |
| Португалія | 0 : 0   | 2 : 3 | 3 : 0    | 4 : 0  | —          | 0 : 0  |
| Швеція     | 4 : 1   | 0 : 1 | 2 : 1    | 4 : 0  | 0 : 0      | —      |

Данія кваліфікувалася

Португалія вийшла до плей-оф

## Топ-5 бомбардирів
- Сорен Ларсен — 5 голів
- Сімау Саброзу — 4 голи
- Ерьон Богдані — 3 голи
- Ніклас Бендтнер — 3 голи
- Шандор Торгеле — 3 голи

## Глядачі
| Команда    | Найбільше | Найменше | Середнє |
| ---------- | --------- | -------- | ------- |
| Албанія    | 13,522    | 7,400    | 10,848  |
| Данія      | 37,998    | 24,320   | 34,042  |
| Угорщина   | 42,000    | 18,000   | 30,711  |
| Мальта     | 11,000    | 2,041    | 5,756   |
| Португалія | 50,115    | 29,350   | 36,433  |
| Швеція     | 33,619    | 25,271   | 29,130  |

## Результати

### Албанія— Швеція
| 06.09.2008 20:45 UTC+2 |

| Албанія | 0 — 0    | Швеція |
| ------- | -------- | ------ |
|         | Протокол |        |

| Кемаль Стафа, Тирана Глядачів: 13 522 Арбітр: Альберто Ундіано Мальєнко (Іспанія) |

### Угорщина— Данія
| 06.09.2008 19:45 UTC+2 |

| Угорщина | 0 — 0    | Данія |
| -------- | -------- | ----- |
|          | Протокол |       |

| Стадіон Ференц Пушкаш, Будапешт Глядачів: 18 984 Арбітр: Ален Гамер (Люксембург) |

### Мальта— Португалія
| 06.09.2008 20:00 UTC+2 |

| Мальта | 0 — 4    | Португалія                                   |
| ------ | -------- | -------------------------------------------- |
|        | Протокол | Саїд 25' (аг) Алмейда 61' Сімау 71' Нані 78' |

| Стадіон Та-Калі, Та-Калі Глядачів: 11 000 Арбітр: Кевін Блом (Нідерланди) |

### Швеція— Угорщина
| 10.09.2008 20:15 UTC+2 |

| Швеція                    | 2 — 1    | Угорщина      |
| ------------------------- | -------- | ------------- |
| Чельстрем 55' Хольмен 64' | Протокол | Рудольф 90+3' |

| Росунда, Сульна Глядачів: 28 177 Арбітр: Флоріан Мейєр (Німеччина) |

### Албанія— Мальта
| 10.09.2008 20:45 UTC+2 |

| Албанія                           | 3 — 0    | Мальта |
| --------------------------------- | -------- | ------ |
| Богдані 45+1' Дуро 83' Даллку 90' | Протокол |        |

| Кемаль Стафа, Тирана Глядачів: 7 400 Арбітр: Роберт Шергенхофер (Австрія) |

### Португалія— Данія
| 10.09.2008 20:45 UTC+1 |

| Португалія               | 2 — 3    | Данія                                  |
| ------------------------ | -------- | -------------------------------------- |
| Нані 42' Деку 86' (пен.) | Протокол | Бендтнер 84' Поульсен 90' Йенсен 90+2' |

| Жозе Алваладе, Лісабон Глядачів: 33 000 Арбітр: Говард Вебб (Англія) |

### Угорщина— Албанія
| 11.10.2008 19:45 UTC+2 |

| Угорщина             | 2 — 0    | Албанія |
| -------------------- | -------- | ------- |
| Торгеле 48' Юхас 82' | Протокол |         |

| Стадіон Ференц Пушкаш, Будапешт Глядачів: 18 000 Арбітр: Клаудіо Кірчетта (Швейцарія) |

### Данія— Мальта
| 11.10.2008 20:15 UTC+2 |

| Данія                           | 3 — 0    | Мальта |
| ------------------------------- | -------- | ------ |
| Ларсен 10' 47' Аггер 29' (пен.) | Протокол |        |

| Паркен, Копенгаген Глядачів: 33 124 Арбітр: Леван Паніашвілі (Грузія) |

### Швеція— Португалія
| 11.10.2008 20:00 UTC+2 |

| Швеція | 0 — 0    | Португалія |
| ------ | -------- | ---------- |
|        | Протокол |            |

| Росунда, Сульна Глядачів: 33 241 Арбітр: Роберто Розетті (Італія) |

### Мальта— Угорщина
| 15.10.2008 19:30 UTC+2 |

| Мальта | 0 — 1    | Угорщина     |
| ------ | -------- | ------------ |
|        | Протокол | Торгелле 23' |

| Стадіон Та-Калі, Та-Калі Глядачів: 4 797 Арбітр: Йоганнес Валгейрссон (Ісландія) |

### Португалія— Албанія
| 15.10.2008 20:45 UTC+1 |

| Португалія | 0 — 0    | Албанія |
| ---------- | -------- | ------- |
|            | Протокол |         |

| Муніципальний стадіон Браги, Брага Глядачів: 29 500 Арбітр: Кнут Кірхер (Німеччина) |

### Мальта— Албанія
| 11.02.2009 19:30 UTC+1 |

| Мальта | 0 — 0    | Албанія |
| ------ | -------- | ------- |
|        | Протокол |         |

| Стадіон Та-Калі, Та-Калі Глядачів: 2 041 Арбітр: Александру Дякону (Румунія) |

### Португалія— Швеція
| 28.03.2009 20:45 UTC+0 |

| Португалія | 0 — 0    | Швеція |
| ---------- | -------- | ------ |
|            | Протокол |        |

| Драгау Глядачів: 40 200 Арбітр: Франк Де Блекере (Бельгія) |

### Мальта— Данія
| 28.03.2009 20:00 UTC+1 |

| Мальта | 0 — 3    | Данія                          |
| ------ | -------- | ------------------------------ |
|        | Протокол | Ларсен 12', 23' Нордстранд 89' |

| Стадіон Та-Калі, Та-Калі Глядачів: 6 235 Арбітр: Томаш Мікульський (Польща) |

### Албанія— Угорщина
| 28.03.2009 20:30 UTC+1 |

| Албанія | 0 — 1    | Угорщина    |
| ------- | -------- | ----------- |
|         | Протокол | Торгеле 38' |

| Кемаль Стафа, Тирана Глядачів: 12 000 Арбітр: Бйорн Кейперс (Нідерланди) |

### Угорщина— Мальта
| 01.04.2009 19:00 UTC+2 |

| Угорщина | 3 — 0 | Мальта                        |
| -------- | --- | ----------------------------- |
|          | Чемпіонат світу з футболу 2010 (кваліфікаційний раунд, УЄФА, група 1)71/match=300041163/index.html Протокол | Хайнал 7' Гера 81' Юхас 90+3' |

| Стадіон Ференц Пушкаш, Будапешт Глядачів: 34 400 Арбітр: Станіслав Сухіна (Росія) |

### Данія— Албанія
| 01.04.2009 20:15 UTC+2 |

| Данія                                | 3 — 0    | Албанія |
| ------------------------------------ | -------- | ------- |
| Андерсен 31' Ларсен 37' Поульсен 80' | Протокол |         |

| Паркен, Копенгаген Глядачів: 24 320 Арбітр: Дамир Скомина (Словенія) |

### Швеція— Данія
| 06.06.2009 20:00 UTC+2 |

| Швеція | 0 — 1    | Данія         |
| ------ | -------- | ------------- |
|        | Протокол | Каленберг 22' |

| Росунда, Сульна Глядачів: 33 619 Арбітр: Майк Райлі (Англія) |

### Албанія— Португалія
| 06.06.2009 20:45 UTC+2 |

| Албанія     | 1 — 2    | Португалія              |
| ----------- | -------- | ----------------------- |
| Богдані 29' | Протокол | Алмейда 27' Алвеш 90+2' |

| Кемаль Стафа, Тирана Глядачів: 13 320 Арбітр: Флоріан Маєр (Німеччина) |

### Швеція— Мальта
| 10.06.2009 19:00 UTC+2 |

| Швеція                                                | 4 — 0    | Мальта |
| ----------------------------------------------------- | -------- | ------ |
| Чельстрем 22' Майстрович 52' Ібрагімович 56' Берг 58' | Протокол |        |

| Росунда, Сульна Глядачів: 25 271 Арбітр: Келум Мюррей (Шотландія) |

### Угорщина— Швеція
| 05.09.2009 20:00 UTC+2 |

| Угорщина         | 1 — 2    | Швеція                        |
| ---------------- | -------- | ----------------------------- |
| Хусті 79' (пен.) | Протокол | Мельберг 9' Ібрагімович 90+3' |

| Стадіон Ференц Пушкаш, Будапешт Глядачів: 40 169 Арбітр: Нікола Ріццолі (Італія) |

### Данія— Португалія
| 05.09.2009 20:00 UTC+2 |

| Данія        | 1 — 1    | Португалія  |
| ------------ | -------- | ----------- |
| Бендтнер 43' | Протокол | Лієдсон 86' |

| Паркен, Копенгаген Глядачів: 37 998 Арбітр: Массімо Бузакка (Швейцарія) |

### Мальта— Швеція
| 09.09.2009 18:30 UTC+2 |

| Мальта | 0 — 1    | Швеція             |
| ------ | -------- | ------------------ |
|        | Протокол | Аццопарді 82' (аг) |

| Стадіон Та-Калі, Та-Калі Глядачів: 4 705 Арбітр: Едріен Маккорт (Північна Ірландія) |

### Албанія— Данія
| 09.09.2009 20:30 UTC+2 |

| Албанія     | 1 — 1    | Данія        |
| ----------- | -------- | ------------ |
| Богдані 51' | Протокол | Бендтнер 40' |

| Кемаль Стафа, Тирана Глядачів: 8 000 Арбітр: Джюнейт Чакир (Туреччина) |

### Угорщина— Португалія
| 09.09.2009 20:45 UTC+2 |

| Угорщина | 0 — 1    | Португалія |
| -------- | -------- | ---------- |
|          | Протокол | Пепе 10'   |

| Стадіон Ференц Пушкаш, Будапешт Глядачів: 42 000 Арбітр: Стефан Ланнуа (Франція) |

### Данія— Швеція
| 10.10.2009 20:00 UTC+2 |

| Данія        | 1 — 0    | Швеція |
| ------------ | -------- | ------ |
| Поульсен 78' | Протокол |        |

| Паркен, Копенгаген Глядачів: 37 800 Арбітр: Мануель Мехуто Гонсалес (Іспанія) |

### Португалія— Угорщина
| 10.10.2009 20:45 UTC+1 |

| Португалія                 | 3 — 0    | Угорщина |
| -------------------------- | -------- | -------- |
| Сімау 18', 79' Лієдсон 74' | Протокол |          |

| Да Луж, Лісабон Глядачів: 50 115 Арбітр: Ален Хамер (Люксембург) |

### Швеція— Албанія
| 14.10.2009 20:45 UTC+2 |

| Швеція                                 | 4 — 1    | Албанія    |
| -------------------------------------- | -------- | ---------- |
| Мельберг 6', 42' Берг 40' Свенссон 86' | Протокол | Саліхі 56' |

| Росунда, Сульна Глядачів: 25 342 Арбітр: Микола Іванов (Росія) |

### Португалія— Мальта
| 14.10.2009 19:45 UTC+1 |

| Португалія                                           | 4 — 0    | Мальта |
| ---------------------------------------------------- | -------- | ------ |
| Нані (футболіст) 14' Сімау 45' Велозу 52' Едінью 90' | Протокол |        |

| Афонсу Енрікеш (стадіон), Гімарайш Глядачів: 29 350 Арбітр: Алан Келлі (Ірландія) |

### Данія— Угорщина
| 14.10.2009 20:45 UTC+2 |

| Данія | 0 — 1    | Угорщина   |
| ----- | -------- | ---------- |
|       | Протокол | Бужаки 35' |

| Паркен, Копенгаген Глядачів: 29 350 Арбітр: Флоріан Мейєр (Німеччина) |